# Keskinen (sjö i Klemis, Södra Karelen)
Keskinen är en sjö i kommunen Klemis i landskapet Södra Karelen i Finland. Sjön ligger 77,9 meter över havet. Den är 6,8 meter djup. Arean är 75 hektar och strandlinjen är 5,73 kilometer lång. Sjön  ingår i Kymmene älvs huvudavrinningsområde.   Den ligger omkring 15 km väster om Villmanstrand och omkring 190 km nordöst om Helsingfors. 
Keskinen ligger öster om Syntymäinen. 